# تذاكل

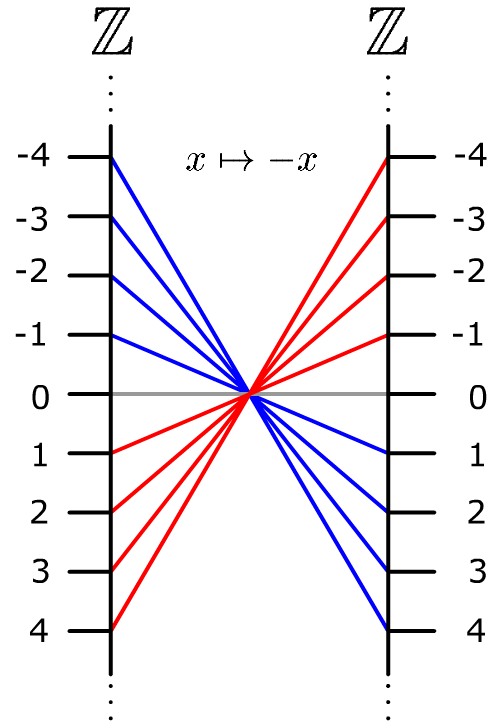

التذاكل أو التشاكل الذاتي أو التشاكل التقابلي الذاتي (بالإنجليزية: Automorphism)‏ هو تماكل نظام من الكائنات لنفسه. لقد اشتُق المصطلح الإنجليزي من البادئة اليونانية "αυτο" (تُنطق أوتو وتعني «ذاتي») وكلمة "μορφωσις" (نطقها مورفوسيس ومعناها «المظهر أو الشكل»). تمثل التشاكلات الذاتية للرسم البياني زمرةً دائمًا. تصبح المجموعة {\displaystyle Aut(G\!)} من التشاكلات الذاتية للزمرة {\displaystyle G\!} زمرةً بالنسبة لعملية تركيب التطبيقات؛ لأن تركيب التشاكلين الذاتيين هو تشاكل ذاتي أيضًا، كما أن تركيب التطبيقات عملية تجميعية دومًا، والعنصر المحايد هو التطبيق المطابق {\displaystyle g\mathbf {a} g}، كما أن له معكوسًا لأنه يُكوِّن مقابلًا، محققًا بذلك البديهيات الأربعة.